# Gerta von Ubisch
Gerta von Ubisch (auch: Gertrud von Ubisch; * 3. Oktober 1882 in Metz, Deutsches Reich; † 31. März 1965 in Heidelberg) war eine deutsche Physikerin, Botanikerin, Pflanzengenetikerin und Hochschullehrerin. Sie war die erste Professorin in Baden.

## Leben
Gerta von Ubisch stammte aus einer alten deutschen adligen Kaufmannsfamilie (manchmal auch „von Urbisch“); ihr Vater war zeitweise Direktor des Zeughauses in Berlin. Ihre Mutter war Jüdin (geborene Goldschmidt).
Mit 16 Jahren beschloss Gerta von Ubisch Physik zu studieren, machte aber zunächst eine Haushaltslehre in einem Pfarrhaushalt, absolvierte ab 1900 sogenannte „Realkurse“ und bestand 1904 das Abitur. Anschließend ging sie für ein Semester an die Universität Heidelberg, war ein Jahr in Freiburg im Breisgau und kehrte dann nach Berlin zurück, wo sie Lise Meitner traf. In Straßburg promovierte sie bei Ludwig Jost über elektrische Wellen: Schwingungszahl und Dämpfung im leuchtenden und nichtleuchtenden Natrium-Dampfe.
Anschließend entdeckte sie aber ihr Interesse für die Botanik. 1911 ging sie zu dem Pflanzengenetiker Erwin Baur an die Landwirtschaftliche Hochschule nach Berlin-Friedrichshagen und 1914 nach Münster zu Carl Correns.
Während des Ersten Weltkrieges verdiente sie sich ihren Unterhalt als Saatzuchtleiterin. 1918 ging sie wieder für einige Jahre nach Berlin an das Pflanzenphysiologische Institut zu Baur, anschließend nach Heidelberg und wurde dort 1921 wissenschaftliche Assistentin für Pflanzenphysiologie bei Jost.
1923 habilitierte sich von Ubisch bei ihrem Lehrer, dem Botaniker Ludwig Jost, über Vererbungslehre. Sie war die Erste, die sich 1923 in Heidelberg habilitierte und der sich damit der Weg zu Lehre und Forschung an der dortigen Universität öffnete. Sie war die erste in Baden habilitierte Frau und die fünfzehnte in ganz Deutschland. 1924 erhielt sie einen Lehrauftrag in Heidelberg und 1929 ihre Ernennung zur außerordentlichen Professorin für Botanik.
Aufgrund ihrer jüdischen Vorfahren wurde ihr 1933 der Lehrauftrag von den Nationalsozialisten entzogen. Ihr wurde die Stelle gekündigt, sie durfte dann aber – aufgrund der Intervention von Personen wie Jost und Baur – noch bis 1934 lehren, ihre Vorlesungen wurden aber durch den Boykott der nationalsozialistischen Studenten verhindert. Auf Einladung des Akademikerinnenverbandes ging sie in die Niederlande nach Utrecht.
1935 emigrierte sie nach Brasilien und arbeitete als Abteilungsleiterin am Instituto Butantan in São Paulo. Dort sollte sie über Pferde forschen, wobei es um die Gewinnung von Immunserum gegen Schlangengift ging, und den Haferanbau verbessern. Sie arbeitete auch über die Pflanze Antennaria („Katzenpfötchen“) und begann an Meerschweinchen zu forschen. Dabei stellte sie fest, dass die wilden Meerschweinchen nicht gegen Schlangengift und Diphtherie immunisierbar waren. 1936 führte sie Kreuzungsversuche mit Hafer durch, forschte außerdem an Mais, Papaya und Lupinen.
1937 ließ sie sich beurlauben, um sich am Grauen Star operieren zu lassen. 1938 erhielt sie mit allen anderen ausländischen Mitarbeiterinnen des Instituts die Kündigung und wurde entlassen.
1939 trat sie eine neue Stelle am Zentrum für landwirtschaftliche Forschung in Rio de Janeiro an.
1940 ging sie nach Rolândia, eine Kleinstadt, die damals Zufluchtsort für viele jüdische Flüchtlinge aus Deutschland war. Dort begann sie mit Forschungen an Süßkartoffeln mit dem Ziel einer nichtsüßen Varietät. Außerdem beschäftigte sie sich mit dem Baum Tung, dessen Nüsse Öl für hochwertige Lacke liefert. Da sie in Rolândia unter dem subtropischen Klima litt, kehrte sie 1941 nach São Paulo zurück; sie fand dort aber keine Anstellung, sondern lebte von Erspartem und von privatem Biologie-Unterricht. Nach drei mageren Jahren wurde sie ernstlich krank; sie musste sich dreimal an den Augen operieren lassen.
1946 durfte von Ubisch nach Norwegen einreisen, wo ihr Bruder Leopold von Ubisch mit seiner Familie lebte. 1952 kehrte sie nach Heidelberg zurück; die Professoren dort brachten ihr aber nur zurückhaltend Interesse entgegen.
In den folgenden Jahren stellte sie Schadensersatzanträge und klagte auf Wiedergutmachung. Sie erhielt nach langwierigen juristischen Auseinandersetzungen eine Rente und starb 1965 in finanziell gesicherten Verhältnissen. Sie wurde in Marburg im Grab ihrer älteren Schwester Magda beigesetzt.
Die 1955 von Gerta von Ubisch verfassten Lebenserinnerungen, die als maschinenschriftliches Typoskript in der Universitätsbibliothek Heidelberg liegen, wurden 2011 in edierter Form veröffentlicht.

## Ehrungen
Im Eingangsbereich der Universität Heidelberg findet sich ein Hinweis auf Hochschullehrer, die nach der Machtergreifung der Nationalsozialisten 1933 verfolgt wurden; dort ist Gerta von Ubisch mit aufgeführt.
Ihr zu Ehren werden bestimmte Merkmale von Pollen Ubisch-Körper genannt.
Nach Gerta von Ubisch wurde 1994 eine Straße im Heidelberger Stadtteil Kirchheim benannt, die Gertrude-von-Ubisch-Straße (in dieser Schreibweise).

## Schriften
- Versuche über Vererbung und Fertilität bei Heterostylie und Blütenfüllung. [Fischer], [Jena] [1923]. In: Zeitschrift für Botanik 15, Heidelberg, S. 193–232 (Naturwiss.-math. Habilitations-Schrift)
- mit Ludwig Jost: Zur Windefrage. W. de Gruyter & Co., Berlin 1926 (Heidelberger Akademie der Wissenschaften. Sitzungsberichte der Heidelberger Akademie der Wissenschaften, Mathematisch-Naturwissenschaftliche Klasse; Jg. 1926, Abh. 8)
- Beeinflussung der Heterostyliemerkmale von Oxalis stricta durch Ustilago Oxalidis. [Noord-Hollandsche Uitgevers Mij.], [Amsterdam] [1935] (aus: Proceedings / Koninklijke Akademie van Wetenschappen te Amsterdam. Vol. 38. 1935, No. 1, S. [93] - 100)
- Susan Richter, Armin Schlechter (Hrsg.): Zwischen allen Welten. Die Lebenserinnerungen der ersten Heidelberger Professorin Gerta von Ubisch. Thorbecke, Ostfildern 2011, ISBN 978-3-7995-0890-2.